# Евстохия
Евстохия (лат. Eustochium; ок. 368 — 419/420) — католическая святая, римская знатная женщина, принявшая обет девственности.
Под влиянием матери Павлы Римской вступила в христианскую общину, которой руководил Иероним Стридонский. В общине были женщины, которые приняли обет девственности, как и Евстохия. После смерти матери руководила женскими монастырями до своей смерти.
День её памяти отмечается 28 сентября.